# Jadwiga Hoesick-Podolska
Jadwiga Hoesick-Hendrichowa-Podolska (ur. jako Jadwiga Hoesick 26 stycznia 1905 w Warszawie, zm. 13 maja 1968 w Lanckoronie) – polska poetka i autorka książek dla dzieci i młodzieży, które cieszyły się dużą poczytnością wśród młodych czytelników. Współpracowała z wieloma wydawnictwami w Krakowie i Warszawie, między innymi: Księgarnia Ferdynanda Hoesicka, Wydawnictwo Gebethner i Wolff, Ossolineum, Wydawnictwo Literackie Anczyc, Wydawnictwo Biblos, Wydawnictwo Senzacja, Polskie Wydawnictwo Muzyczne.

## Życiorys
Jadwiga Hoesick-Podolska była córką Ferdynanda Hoesicka (humanisty, pisarza, historyka literatury, redaktora naczelnego i współwłaściciela Kuriera Warszawskiego, księgarza, wydawcy, muzykografa i biografa Fryderyka Chopina) i matką Beatrix Podolskiej. Ukończyła polonistykę na Uniwersytecie Jagiellońskim. Słuchała wykładów m.in. prof. Jana Łosia, prof. Ignacego Chrzanowskiego i prof. Józefa Kallenbacha, u którego w 1927 roku składała prace na seminarium niższym i wyższym: "Przyroda u Henryka Sienkiewicza" i "Konstanty Gaszyński".
Podczas "czwartków literackich", w saloniku Jadwigi Hoesick bywali m.in.: Zofia Natansonówna – córka Kazimierza Natansona, Jan Kazimierz Zaremba, Karol Estreicher czy Ignacy Jan Paderewski. Jadwiga Hoesick-Podolska była korespondentką miesięcznika La Pologne. Mając 25 lat wydała pierwszy tomik poezji, Różowe migdały (1925). Przez wiele lat organizowała odczyty związane z twórczością Ferdynanda Hoesicka, wygłaszała również prelekcje na temat twórczości ojca i własnej. Uczestniczyła w kongresach literackich. Krakowska poetka znała łacinę, francuski, włoski, hiszpański, angielski, niemiecki i esperanto. Jadwiga Hoesick-Podolska została przyjęta w poczet członków Stowarzyszenia Autorów ZAiKS w 1947 i pozostała nim do chwili swojej śmierci w 1968. Od 25 stycznia 1958 roku była członkiem Polskiego PEN Clubu.
W ostatnim okresie życia zajęła się opracowaniem spuścizny literackiej swego ojca. 5 lat zajęło jej opracowywanie dalszej części Pamiętników Ferdynanda Hoesicka na podstawie jego diariusza i listów. Sześć tomów maszynopisu obejmujące lata od roku 1902 do 1941 zostało złożonych w Bibliotece Jagiellońskiej, Polskiej Akademii Nauk i Zakładzie Narodowym im. Ossolińskich, gdzie czekają na dalsze opracowanie.
Jadwiga Hoesick-Podolska współpracowała z wieloma wydawnictwami w przygotowaniu wznowień dzieł ojca: Zakład Narodowy im. Ossolińskich – Powieść mojego życia (1959), Państwowy Instytut Wydawniczy – Legendowe postacie zakopiańskie (1959) i Polskie Wydawnictwo Muzyczne – Chopin (1967). Publikowała również liczne artykuły w czasopismach jak n.p: Śpiewak (lata 1930), Nowiny (lata 1950, 1960), czy Ruch Muzyczny (lata 1950, 1960).
Na dwa lata przed śmiercią wzięła udział w Światowym Kongresie Esperanto w Budapeszcie (1966), do którego przygotowała się w języku węgierskim uczęszczając na dwumiesięczny lektorat na Uniwersytecie Jagiellońskim. W roku 1967 Jadwiga Hoesick-Podolska udała się do Anglii, gdzie wspólnie z Adamem Harasowskim pracowała nad jego książką The skein of legends around Chopin (Kłębek legend wokół Chopina, Londyn 1967).
Jadwiga Hoesick-Podolska odeszła w kwiecie wieku i w pełni sił twórczych 13 maja 1968 roku w swoim ukochanym domku w Lanckoronie koło Krakowa. Jedna z jej dwóch córek, Beatrix Podolska kontynuuje – w swojej pracy zawodowej i zamiłowaniach – tradycję rodzinną.

## Książki
- Piękno i ludzie – felietony literackie (1927-1931)
- Profesor muzyki (Kraków 1928)
- Łkania i pieszczoty – poezje (Drukarnia Ministerstwa Spraw Wojskowych, Warszawa), (Księgarnia Ferdynanda Hoesicka, Warszawa 1930)
- Różowe migdały – poezje (Księgarnia Ferdynanda Hoesicka, Warszawa 1930, 1934), (Drukarnia J. Zielony, Warszawa 1930)
- Chrzest i bierzmowanie (Wydawnictwo Księży Jezuitów, Kraków 1932)
- Paul Géraldy – poezje (1933)
- Bunt zabawek (Wydawnictwo Gebethner i Wolff, Warszawa 1938), (Wydawnictwo Literackie Anczyc, Kraków 1938), (Księgarnia Krzyżanowski, Kraków 1942)[3]
- Bajka o małej muszce (Kraków 1942), (Wydawnictwo Interprint, Kraków, Warszawa 1946)
- Myszka mała co rodziców nie słuchała (Księgarnia D.E. Friedlein, Kraków 1942)
- Lalki (Księgarnia D.E. Friedlein, Kraków 1942)
- Miś (Historia z przypadku o małym niedźwiadku) (Wydawnictwo Senzacja, Kraków 1943)
- Kwiaty i kwiatki – książeczka Izi i Beatki (Księgarnia Powszechna, Kraków 1943)
- Bajka arabska (Księgarnia powszechna, Kraków 1943, 1944)
- Świergoty ptaszęce (Wydawnictwo Zakonu Pijarów, Kraków 1944, 1999)[4]
- Gruszki na wierzbie (Wydawnictwo Interprint, Kraków, Warszawa 1946)
- Hanka smutna Krakowianka (Wydawnictwo Biblos, Kraków), (Wydawnictwo Interprint, Kraków, Warszawa 1946)
- Rubinowy Czarodziej (Wydawnictwo Interprint, Kraków, Warszawa 1946)
- Bryś i jego pan (Wydawnictwo Interprint, Kraków, Warszawa 1946)
- Grymasy dyni (Wydawnictwo Interprint, Kraków, Warszawa 1946)
- Legenda o małym stawie (Wydawnictwo Interprint, Kraków, Warszawa 1946)
- Księżniczka Kunegunda (Wydawnictwo Interprint, Kraków, Warszawa 1946)
- Zbiór powinszowań (Wydawnictwo Biblos, Kraków)
- Mały Tadeusz (Wydawnictwo Interprint, Kraków, Warszawa 1946)
- Młodość Tadeusza Kościuszki
- Pies Królowej Jadwigi (Wydawnictwo Interprint, Kraków, Warszawa 1946)[1]